# Regla de la cadena
En matemáticas, dentro del dominio del análisis, la regla de la cadena (también conocida como el teorema de las funciones compuestas) es una fórmula explícita de la derivada de una función compuesta por dos funciones derivables.
Esta regla permite conocer la j-ésima derivada parcial de la i-ésima aplicación parcial de la composición de dos funciones de varias variables. Esquemáticamente, si una variable {\displaystyle y} depende de una segunda variable {\displaystyle u}, la cual depende de una variable {\displaystyle x}, la tasa de cambio de {\displaystyle y} respecto a {\displaystyle x} se calcula como el producto de la tasa de cambio de {\displaystyle y} respecto a {\displaystyle u} y de la tasa de cambio de {\displaystyle u} respecto a {\displaystyle x}, esto es: {\displaystyle {\frac {\mathrm {d} y}{\mathrm {d} x}}={\frac {\mathrm {d} y}{\mathrm {d} u}}\cdot {\frac {\mathrm {d} u}{\mathrm {d} x}}}.
La regla de la cadena proviene de la técnica de integración por cambio de variables.

## Notaciones
Existen muchas formas de escribir la regla de la cadena, presentaremos aquí las formas clásicas.
Si {\displaystyle f} y {\displaystyle g} son funciones diferenciables, entonces la regla de la cadena expresa la derivada de la composición {\displaystyle f\circ g} en términos de la derivada de {\displaystyle f}, {\displaystyle g} y el producto de funciones como
{\displaystyle (f\circ g)'=(f'\circ g)\cdot g'}
Alternativamente, si {\displaystyle h=f\circ g} (equivalente a {\displaystyle h(x)=f(g(x))} para toda {\displaystyle x}) entonces se puede escribir la fórmula de la regla de la cadena en la notación de Lagrange como
{\displaystyle h'(x)=f'(g(x))g'(x)}
La regla de la cadena también puede ser escrita en la notación de Leibniz de la siguiente manera. Si una variable {\displaystyle z} depende de una variable {\displaystyle y} y a su vez esta depende de {\displaystyle x} (esto es {\displaystyle y} y {\displaystyle z} son variables dependientes) entonces {\displaystyle z} también depende de {\displaystyle x}, en tal caso, la regla de la cadena enuncia que 
{\displaystyle {\frac {dz}{dx}}={\frac {dz}{dy}}\cdot {\frac {dy}{dx}}}
y para indicar el punto en el que cada derivada es evaluada
{\displaystyle \left.{\frac {dz}{dx}}\right|_{x}=\left.{\frac {dz}{dy}}\right|_{y(x)}\cdot \left.{\frac {dy}{dx}}\right|_{x}}
Las versiones de la regla de la cadena en la notación de Lagrange y de Leibniz son equivalentes en el sentido que si {\displaystyle z=f(y)} y {\displaystyle y=g(x)} (esto es {\displaystyle z=f(g(x))=(f\circ g)(x)}) entonces
{\displaystyle \left.{\frac {dz}{dx}}\right|_{x}=(f\circ g)'(x)}
y 
{\displaystyle \left.{\frac {dz}{dy}}\right|_{y(x)}\cdot \left.{\frac {dy}{dx}}\right|_{x}=f'(y(x))g'(x)=f'(g(x))g'(x)}

## Enunciado

### Caso real
| Teorema Sean {\displaystyle I} y {\displaystyle J} dos intervalos abiertos de {\displaystyle \mathbb {R} }, {\displaystyle g:I\to \mathbb {R} } y {\displaystyle f:J\to \mathbb {R} } dos funciones tales que {\displaystyle g(I)\subset J}, y {\displaystyle a} es un punto de {\displaystyle I}. Si {\displaystyle g} es diferenciable en {\displaystyle a} y {\displaystyle f} es diferenciable en {\displaystyle g(a)} entonces la composición {\displaystyle f\circ g} es diferenciable en {\displaystyle a} y {\displaystyle (f\circ g)'(a)=(f'(g(a)))\cdot g'(a)}, donde {\displaystyle \cdot } es el producto usual de {\displaystyle \mathbb {R} }. |

Si las funciones son diferenciables en todo su dominio podemos escribir de una forma más general {\displaystyle (f\circ g)'=(f'\circ g)\cdot g'}. Bajo esta misma condición, utilizando la notación de Leibniz si denotamos como {\displaystyle g^{\prime }={\frac {df}{dx}}} tenemos que la regla de la cadena puede escribirse como
{\displaystyle {\begin{aligned}{\frac {d(f\circ g)}{dx}}&={\frac {df}{dg}}\cdot {\frac {dg}{dx}}\end{aligned}}}
donde {\displaystyle {\frac {df}{dg}}} indica que {\displaystyle f}  depende de {\displaystyle g} como si {\displaystyle g} fuera una variable. Para una mejor lectura es común hacer {\displaystyle u=g(x)} y obtenemos:
{\displaystyle {\frac {{\text{d}}(f\circ g)}{{\text{d}}x}}={\frac {{\text{d}}f}{{\text{d}}u}}\cdot {\frac {{\text{d}}u}{{\text{d}}x}}}.
Si queremos componer muchas funciones podemos hacer lo siguiente: dadas {\displaystyle n} funciones {\displaystyle f_{1},\dots ,f_{n}} y la función compuesta {\displaystyle f_{1}\circ (f_{2}\circ \cdots (f_{n-1}\circ f_{n}))}, si cada función {\displaystyle f_{i}} es diferenciable entonces la función compuesta también es diferenciable (por la regla de la cadena repetida varias veces) y su derivada es (en la notación de Leibniz)
{\displaystyle {\begin{aligned}{\frac {df_{1}}{dx}}&={\frac {df_{1}}{df_{2}}}\cdot {\frac {df_{2}}{df_{3}}}\cdot \cdots \cdot {\frac {df_{n}}{dx}}\end{aligned}}}

### Caso general
| Teorema Sean E, F dos espacios vectoriales normados y G un espacio vectorial topológico separable. Sean U un abierto de E, V un abierto de F, g una aplicación de U en V, f una aplicación de V en G, y a un punto de U. Si g es diferenciable en el punto a y f diferenciable en el punto g(a) entonces f∘g es diferenciable en el punto a, y {\displaystyle {\rm {D}}_{a}(f\circ g)=({\rm {D}}_{g(a)}f)\circ {\rm {D}}_{a}g}. |

En particular si {\displaystyle E=\mathbb {R} ^{n}}, {\displaystyle F=\mathbb {R} ^{m}} y {\displaystyle G=\mathbb {R} ^{p}}, la matriz jacobiana de {\displaystyle f\circ g} en el punto {\displaystyle a} es el producto de aquella de {\displaystyle f} en el punto {\displaystyle g(a)} por la de {\displaystyle g} en el punto {\displaystyle a}, podemos escribir esto en la forma siguiente
para todo {\displaystyle i\in {1,\dots ,p}} e  {\displaystyle i\in {1,\dots ,n}}.

## Derivadas de orden superior
La fórmula de Faà di Bruno generalizan la regla de la cadena a derivadas de orden superior. Suponga que {\displaystyle y=f(u)} y {\displaystyle u=g(x)} entonces
{\displaystyle {\frac {df}{dx}}={\frac {df}{dg}}{\frac {dg}{dx}}}
{\displaystyle {\frac {d^{2}f}{dx^{2}}}={\frac {d^{2}f}{dg^{2}}}\left({\frac {dg}{dx}}\right)^{2}+{\frac {df}{dg}}{\frac {d^{2}g}{dx^{2}}}}
{\displaystyle {\frac {d^{3}f}{dx^{3}}}={\frac {d^{3}f}{dg^{3}}}\left({\frac {dg}{dx}}\right)^{3}+3{\frac {d^{2}f}{dg^{2}}}{\frac {dg}{dx}}{\frac {d^{2}g}{dx^{2}}}+{\frac {df}{dg}}{\frac {d^{3}g}{dx^{3}}}}
{\displaystyle {\frac {d^{4}f}{dx^{4}}}={\frac {d^{4}f}{dg^{4}}}\left({\frac {dg}{dx}}\right)^{4}+6{\frac {d^{3}f}{dg^{3}}}\left({\frac {dg}{dx}}\right)^{2}{\frac {d^{2}g}{dx^{2}}}+{\frac {d^{2}f}{dg^{2}}}\left[4{\frac {dg}{dx}}{\frac {d^{3}g}{dx^{3}}}+3\left({\frac {d^{2}g}{dx^{2}}}\right)^{2}\right]+{\frac {df}{dg}}{\frac {d^{4}g}{dx^{4}}}}

## Demostración

### Caso Real
Denotemos {\displaystyle b=f(a)}. Dado que {\displaystyle g} es diferenciable en {\displaystyle b}, desde la definición de la derivada, existe una función {\displaystyle u:J\to \mathbb {R} } tal que
{\displaystyle u(b)=\lim _{y\to b}u(y)=g'(b)\quad {\text{ y }}\quad \forall y\in J\quad g(y)-g(b)=u(y)\cdot (y-b)}.
En particular (utilizando que {\displaystyle f} es continua en {\displaystyle a} puesto que ella es diferenciable en ese punto):
{\displaystyle \lim _{x\to a}u(f(x))=g'(b)\quad {\text{ y }}\quad \forall x\in I\quad g(f(x))-g(f(a))=u(f(x))\cdot (f(x)-f(a))}.
La tasa de variación en el punto {\displaystyle a} de la función  {\displaystyle g\circ f}  se expresa entonces bajo la forma:
{\displaystyle {\frac {g(f(x))-g(f(a))}{x-a}}=u(f(x))\cdot {\frac {f(x)-f(a)}{x-a}}}
Y cuando {\displaystyle x} tiende hacia {\displaystyle a} (para valores distintos de {\displaystyle a}), esta expresión tiende hacia  {\displaystyle g'(b)\cdot f'(a)=g'(f(a))\cdot f'(a)}.

#### Observación
Existe una demostración de este teorema, aparentemente más simple que utiliza la astucia
{\displaystyle {\dfrac {g(f(x))-g(f(a))}{x-a}}={\dfrac {g(f(x))-g(f(a))}{f(x)-f(a)}}\cdot {\dfrac {f(x)-f(a)}{x-a}}},
pero esta demostración es errónea porque ella supone que {\displaystyle f(x)\neq f(a)} para todo {\displaystyle x} suficientemente cerca de  {\displaystyle a}, lo cual no tiene ninguna razón de ser. Por ejemplo, una función constante. También podemos considerar el caso de la función {\displaystyle \varphi :\mathbb {R} \to \mathbb {R} } dada por
{\displaystyle \varphi (x)={\begin{cases}x^{2}\sin \left({\frac {1}{x}}\right),&{\text{ si }}x\neq 0\\0,&{\text{ si }}x=0\end{cases}}}
en donde podemos notar que {\displaystyle \varphi \left({\frac {1}{2\pi n}}\right)=0} para todo {\displaystyle n\in \mathbb {N} }.

### Caso General
Denotemos {\displaystyle L=\mathrm {d} f_{a}} y {\displaystyle M=\mathrm {d} g_{b}}. Entonces:
- {\displaystyle M} y {\displaystyle L} son lineales y continuas, en particular: {\displaystyle M(k)=O(\|k\|)} y {\displaystyle L(h)=O(\|h\|)} (con la notación O de Landau),
- {\displaystyle f(a+h)=f(a)+L(h)+o(\|h\|)},
- {\displaystyle g(b+k)=g(b)+M(k)+o(\|k\|)}.

En consecuencia:
- {\displaystyle M\circ L} es lineal y continua,
- {\displaystyle (g\circ f)(a+h)=g(b)+M\left[L(h)+o(\|h\|)\right]+o\left[\|L(h)+o(\|h\|)\|\right]=g(b)+(M\circ L)(h)+M\left[o(\|h\|)\right]+o\left[\|L(h)+o(\|h\|)\|\right]},
- {\displaystyle M\left[o(\|h\|)\right]=O\left[\|o(\|h\|)\|\right]=o(\|h\|)} y {\displaystyle o\left[\|L(h)+o(\|h\|)\|\right]=o\left[\|O(\|h\|)\|\right]=o(\|h\|)}.

#### Observación
En este enunciado y su demostración, no es necesario que {\displaystyle G} sea un espacio vectorial normado: es suficiente que sea un espacio vectorial topológico separable.

## Ejemplos

### Regla del cociente
La regla de la cadena puede ser utilizada para obtener algunas fórmulas para derivar, por ejemplo, la regla del cociente es una consecuencia de la regla de la cadena y la regla del producto; para esto, consideremos las funciones {\displaystyle f,g:I\rightarrow \mathbb {R} } con {\displaystyle g(x)\neq 0} para todo {\displaystyle x\in I}, escribimos entonces el cociente {\displaystyle f(x)/g(x)} como el producto {\displaystyle f(x)\cdot 1/g(x)}, utilizando primero la regla del producto:
{\displaystyle {\begin{aligned}{\frac {d}{dx}}\left({\frac {f(x)}{g(x)}}\right)&={\frac {d}{dx}}\left(f(x)\cdot {\frac {1}{g(x)}}\right)\\&=f'(x)\cdot {\frac {1}{g(x)}}+f(x)\cdot {\frac {d}{dx}}\left({\frac {1}{g(x)}}\right)\end{aligned}}}
para todo {\displaystyle x\in I}. Para calcular la derivada de la función {\displaystyle x\mapsto 1/g(x)} notemos que puede escribirse como la composición de {\displaystyle g} con la función recíproco {\displaystyle x\mapsto 1/x}, cuya  derivada es {\displaystyle x\mapsto -1/x^{2}}, aplicando la regla de la cadena la expresión anterior queda como
{\displaystyle {\begin{aligned}{\frac {d}{dx}}\left({\frac {f(x)}{g(x)}}\right)&=f'(x)\cdot {\frac {1}{g(x)}}+f(x)\cdot \left(-{\frac {1}{g(x)^{2}}}\cdot g'(x)\right)\\&={\frac {f'(x)g(x)-f(x)g'(x)}{g(x)^{2}}}\end{aligned}}}
para todo {\displaystyle x\in I}, que es la fórmula de la regla del cociente.

### Derivada de funciones inversas
Considere la función diferenciable e invertible {\displaystyle g:I\rightarrow J} con {\displaystyle I,J\subset \mathbb {R} } intervalos abiertos con inversa diferenciable {\displaystyle f:J\rightarrow I}. Existe una fórmula para la derivada de {\displaystyle f} en términos de la derivada de {\displaystyle g}, para esto, note que {\displaystyle f} y {\displaystyle g} satisfacen la ecuación
{\displaystyle f(g(x))=x\quad {\text{ para todo }}\quad x\in I,}
en donde derivando ambas expresiones obtenemos
{\displaystyle f'(g(x))g'(x)=1\quad {\text{ para todo }}x\in I.}
Para expresar {\displaystyle f'} como una función de una variable independiente {\displaystyle y\in J}, escribimos {\displaystyle x=f(y)} y resolvemos para {\displaystyle f'}
{\displaystyle {\begin{aligned}f'(g(f(y)))g'(f(y))&=1\\f'(y)g'(f(y))&=1\\f'(y)&={\frac {1}{g'(f(y))}}\end{aligned}}}
para todo {\displaystyle y\in J}.

#### Observación
Es importante tener en mente las condiciones de diferenciabilidad de ambas funciones {\displaystyle f} y {\displaystyle g} en sus respectivos dominios, la invertibilidad y diferenciabilidad de una función no implica que esta última condición sea satisfecha por su inversa (conocido es el caso de la función {\displaystyle x\mapsto x^{3}} la cual es diferenciable e invertible pero su inversa no es diferenciable en {\displaystyle 0}).

#### Ejemplo
Por ejemplo, considere la función {\displaystyle g(x)=e^{x}}, esta tiene función inversa {\displaystyle f(y)=\ln y}, como {\displaystyle g'(x)=e^{x}} entonces por la fórmula anterior
{\displaystyle {\frac {d}{dy}}\ln y={\frac {1}{e^{\ln y}}}={\frac {1}{y}}}

### Ejemplo conceptual
Supóngase que se está escalando una montaña a una razón de 0,5 kilómetros por hora. La razón a la cual la temperatura decrece es 6 °F por kilómetro (la temperatura es menor a elevaciones mayores). Al multiplicar 6 °F por kilómetro y 0,5 kilómetros por hora, se obtiene 3 °F por hora, es decir, la razón de cambio de temperatura con respecto al tiempo transcurrido.
Este cálculo es una aplicación típica de la regla de la cadena.

### Ejemplo algebraico
Sean las funciones {\displaystyle y:(0,+\infty )\rightarrow \mathbb {R} } y  {\displaystyle u:\mathbb {R} \rightarrow \mathbb {R} } dadas por
{\displaystyle {\begin{aligned}y(u)&=\ln(u)\\u(x)&=\cos(x)\end{aligned}}}
y deseamos calcular {\textstyle {\frac {dy}{dx}}}.
Por un lado tenemos:
{\displaystyle {\frac {dy}{du}}={\frac {1}{u}}}
y
{\displaystyle {\frac {du}{dx}}=-\operatorname {sen}(x)}
como
{\displaystyle {\frac {dy}{dx}}={\frac {dy}{du}}\cdot {\frac {du}{dx}}}
entonces
{\displaystyle {\begin{aligned}{\frac {dy}{dx}}&={\frac {1}{u}}\cdot (-\operatorname {sen} x)\\&=-{\frac {\operatorname {sen} x}{u}}\\&=-{\frac {\operatorname {sen} x}{\cos x}}\\&=-\tan {x}\end{aligned}}}
y esto es para todo {\displaystyle x\in \mathbb {R} } tal que {\displaystyle \cos(x)\in (0,+\infty )}, es decir, para todo {\displaystyle x\in \bigcup _{n\in \mathbb {Z} }\left(-{\frac {\pi }{2}}+2n\pi ,{\frac {\pi }{2}}+2n\pi \right)}.